# Vladimir Varićak
Vladimir Varićak (Švica, 1865. március 1. – Zágráb, 1942. január 17.), szerb származású horvát matematikus, elméleti fizikus, akadémikus, egyetemi tanár, a Zágrábi Egyetem rektora.

## Élete
1865-ben született az Otocsán melletti Švica faluban, amely akkor a Habsburg Birodalom része volt. Elemi és középiskolai tanulmányait Sziszeken, Petrinyán és Zágrábban végezte. 1883-tól 1887-ig a Zágrábi Egyetem Bölcsészettudományi Karán tanult fizikát és matematikát, ahol 1890-ben doktorált, 1895-ben pedig habilitált. Ezután középiskolai tanárként dolgozott Zimonyban,Zágrábban és Eszéken, valamint tengerészeti iskolában Bakaron. Ezt követően az újonnan alakult Erdészeti Akadémia fizika-mechanika tanárává nevezték ki. Az egyetemen Karel Zahradnik professzor távozásával 1899-ben lett helyettesítő tanár, 1902-ben pedig a Bölcsészettudományi Kar matematika professzora. Az 1921/1922-es tanévben a kar dékánja, az 1922/1923-es tanévben az egyetem rektora, rektori ciklus után pedig rektorhelyettese volt. Ernest Miler rektor 1928-ban bekövetkezett halála miatt választották meg a második rektorhelyettesi ciklusra. 1904-től a Jugoszláv Tudományos és Művészeti Akadémia (JAZU) rendes tagja volt. Tagja volt a Cseh Tudományos Akadémiának, a Szerb Tudományos és Művészeti Akadémiának, a Horvát Természettudományi Társaságnak és a Jugoszláv Matematikai Társaságnak. Varićak híres középiskolai tanítványai közé tartozott Milutin Milanković és Mileva Marić, Einstein első felesége, valamint az egyetemen Đuro Kurepa is. Leghíresebb tanítványa Kurepa később így nyilatkozott egykori professzoráról: „Abban az időben világ nagyon kevés egyetemén lehetett oly sok mindenről tanulni, mint ezen egyetlen személy előadásain.”

## Tudományos munkássága
Foglalkozott geometriával, a függvényelmélettel, a relativitáselmélettel, ill. matematikai és pedagógiai kérdésekkel. Jelentősen hozzájárult Bošković matematikai munkájának elemzéséhez. 1903-tól 1908-ig hiperbolikus geometriával (vagy Bolyai – Lobacsevszkij geometriával) foglalkozott. 1907-ben publikálta „A nem-euklideszi geometria első megalapítói” című tanulmányát, amelyben nemcsak történelmi áttekintést adott a nemeuklideszi geometria felfedezéséhez vezető fejlődésről, hanem egy nagyon részletes és meggyőző vitairattal elemezte a felfedezés következményeit is. 1910-ben, Arnold Sommerfeld 1909-es publikációját követően, a hiperbolikus geometriát alkalmazta a speciális relativitáselméletben. Világosan megértette, hogy ez a szokatlan geometria nem más, mint a Bólyai-Lobacsevszkij geometria reprezentációja. Sommerfeld a Minkowski-tér képzeletbeli formáját használva kimutatta, hogy a sebességek kombinációjának einsteini képlete a legvilágosabban úgy értelmezhető, mint egy képzeletbeli sugarú gömb felületén a háromszögösszeadás képlete. Varićak ezt az eredményt úgy értelmezte, hogy azt mutatja, hogy a gyorsaság a háromszögszabály szerint kombinálódik a hiperbolikus térben. A következő két évben öt közleményt publikált az új elmélet nem euklideszi értelmezésével kapcsolatban. Ezekkel a dolgozatokkal nagyban hozzájárult a speciális relativitáselmélet nem euklideszi értelmezéséhez. Varićaknak ezen téren végzett munkásságát kortársai is jól ismerték.
1911-ben Varićakot felkérték, hogy a karlsruhei Deutsche Mathematiker-Vereinigungban beszéljen munkájáról. Továbbfejlesztette Einstein elméletének hiperbolikus újraértelmezését, majd eredményeit 1924-ben egy tankönyvbe gyűjtötte össze. 1909 és 1913 között Varićak levelezést folytatott Albert Einsteinnel a forgásról és a hosszkontrakcióról, ahol Varićak értelmezése eltért Einsteinétől. A hosszkontrakcióval kapcsolatban Varićak azt mondta, hogy Einstein értelmezésében az összehúzódás az óramérés konvenciójából adódóan csak „látszólagos” vagy „pszichológiai” jelenség, míg a Lorentz-elméletben objektív jelenség volt. Einstein egy rövid cáfolatot tett közzé, mondván, hogy az ő értelmezése a kontrakcióról közelebb áll Lorentzéhez.
Varićak tudományosan hozzájárult Ruđer Bošković (1711–1787) életének és munkásságának megismeréséhez. Bár maga is szerb származású, ortodox, majd görögkatolikus volt, vitatta és elvetette azt a tézist, hogy Ruđer Bošković szerb lett volna.  A relativitástörténet szempontjából külön érdekesség, hogy Varićak egy kevéssé ismert, 1755-ös latin nyelvű Bošković-cikket is újraszerkesztett és kiadott „Az abszolút mozgásról – ha meg lehet különböztetni a relatív mozgástól” („Térről és időről”) címmel. Elmondása szerint a tanulmány „sok rendkívül világos és radikális gondolatot tartalmaz a tér, az idő és a mozgás relativitásáról”. Nagy érdeklődéssel tanulmányozta Ruđer Bošković életét és munkásságát, valamint a róla szóló dokumentumokat Milánóban, Rómában, Bécsben és más európai városokban, és mintegy húsz közleményt publikált e témában.

## Emlékezete
Új-Zágrábban utca viseli a nevét.

## Fordítás
Ez a szócikk részben vagy egészben  a   Vladimir Varićak című angol Wikipédia-szócikk ezen változatának fordításán alapul.  Az eredeti cikk szerkesztőit annak laptörténete sorolja fel. Ez a jelzés csupán a megfogalmazás eredetét és a szerzői jogokat jelzi, nem szolgál a cikkben szereplő információk forrásmegjelöléseként.